# Apostadero

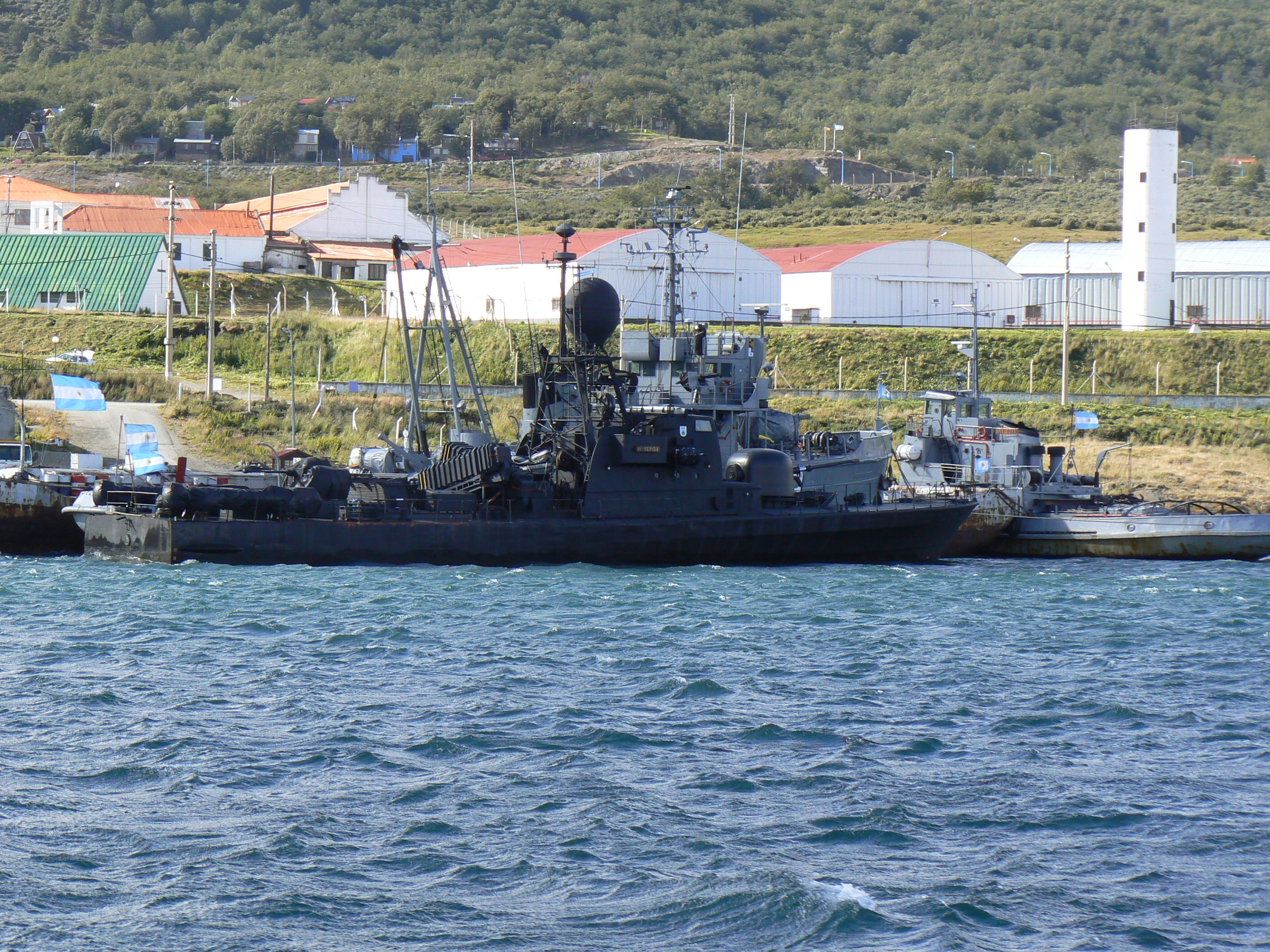
Patrullero en su apostadero de Ushuaia.

Apostadero significa el establecimiento temporal de un número cualquiera de buques de guerra en un paraje determinado para algún fin que suele ser la seguridad y defensa de un fuerte o territorio amenazado, la protección del comercio o de los propios súbditos en país extranjero, el auxilio de la marina nacional en latitudes muy remotas, etc.
Esta palabra proviene de la de puesto, como las de apostarse por colocarse en observación y apostar, en el sentido de colocar alguna fuerza con el mismo fin. Y aunque por este motivo la voz apostadero pudiera extender sus acepciones a cualesquier asuntos sociales, el uso la ha limitado a los de marina.
En sentido más estricto la voz apostadero equivale a comandancia general o como si dijéramos, capitanía general de marina, en puntos apartados y dependientes de la metrópoli y más propiamente en las colonias en tiempos de la colonización. Entonces, apostadero expresa una idea compleja que comprende las de parque, arsenal, seguridad y defensa del puerto, protección por mar a la marina y al comercio, autoridad y jurisdicción del jefe del puerto.
Antiguamente, España tenía apostaderos de este género en todas sus posesiones ultramarinas, dondo había un virrey o capitán general. En diciendo que los comandantes generales de estos puntos eran jefes superiores militares con auditor, se deducen fácilmente todas las consecuencias legales de las mismas.
En sentido análogo a apostadero, apostarse es colocarse una fuerza terrestre o marítima en observación, acecho o descubierta en un punto determinado por donde se teme avenida del enemigo. Apostar es destinar o destacar tales fuerzas con el indicado fin. Hablando en general, hemos dicho que los apostaderos se establecían en las colonias o puntos muy apartados de las metrópolis. Alguna vez, sin embargo, se llaman así los departamentos o capitanías generales de marina cuando por razón de economía, por ejemplo, son reducidos a comandancias de marina, como sucedía en España en el siglo XIX respecto de los departamentos del Ferrol (La Coruña) y Cartagena (Murcia), denominándose entonces por lo tanto apostaderos.